# Jake Kaminski
Jake Kaminski (n. 11 august 1988, Buffalo, New York, SUA) este un arcaș ce a reprezentat Statele Unite ale Americii, medaliat olimpic. A participat la 2 ediții ale Jocurilor Olimpice (2012, 2016) în care a câștigat două medalii de argint.